# Crystal Palace Football Club 2013-2014
Questa voce raccoglie le informazioni riguardanti il Crystal Palace Football Club nelle competizioni ufficiali della stagione 2013-2014.

## Rosa
| N. |                         | Ruolo | Calciatore       |
| -- | ----------------------- | ----- | ---------------- |
| 1  | Argentina (bandiera)    | P     | Julián Speroni   |
| 2  | Inghilterra (bandiera)  | D     | Joel Ward        |
| 3  | Giamaica (bandiera)     | D     | Adrian Mariappa  |
| 4  | Norvegia (bandiera)     | D     | Jonathan Parr    |
| 5  | Irlanda (bandiera)      | D     | Patrick McCarthy |
| 6  | Inghilterra (bandiera)  | D     | Scott Dann       |
| 7  | RD del Congo (bandiera) | C     | Yannick Bolasie  |
| 8  | Sudafrica (bandiera)    | C     | Kagisho Dikgacoi |
| 10 | Irlanda (bandiera)      | C     | Owen Garvan      |
| 11 | Inghilterra (bandiera)  | D     | Tom Ince         |
| 13 | Inghilterra (bandiera)  | C     | Jason Puncheon   |
| 14 | Inghilterra (bandiera)  | C     | Jerome Thomas    |
| 15 | Australia (bandiera)    | C     | Mile Jedinak     |
| 16 | Inghilterra (bandiera)  | A     | Dwight Gayle     |

| N. |                        | Ruolo | Calciatore        |
| -- | ---------------------- | ----- | ----------------- |
| 17 | Inghilterra (bandiera) | A     | Glenn Murray      |
| 18 | Inghilterra (bandiera) | A     | Aaron Wilbraham   |
| 19 | Galles (bandiera)      | A     | Danny Gabbidon    |
| 20 | Galles (bandiera)      | C     | Jonathan Williams |
| 21 | Inghilterra (bandiera) | D     | Dean Moxey        |
| 22 | Inghilterra (bandiera) | C     | Jack Hunt         |
| 25 | Scozia (bandiera)      | P     | Neil Alexander    |
| 26 | Galles (bandiera)      | P     | Wayne Hennessey   |
| 27 | Irlanda (bandiera)     | D     | Damien Delaney    |
| 28 | Galles (bandiera)      | D     | Joe Ledley        |
| 30 | Inghilterra (bandiera) | C     | Cameron Jerome    |
| 33 | Galles (bandiera)      | D     | Ibra Sekajja      |
| 34 | Galles (bandiera)      | P     | Lewis Price       |
| 35 | Inghilterra (bandiera) | C     | Kyle De Silva     |